# سد مهاباد
سد مهاباد، یک سد سنگریزه‌ای با هسته رسی در حاشیه غربی شهر مهاباد در استان آذربایجان غربی است که بر روی رود مهاباد در حوضه آبریز دریاچه ارومیه قرار دارد. این سد با حجم مخزن ۱۹۷ میلیون متر مکعب جزو ده سد پرآب کشور است و متوسط سالانه آب ورودی به آن ۳۳۹ میلیون مترمکعب است.
سد مهاباد، نزدیک‌ترین سد بزرگ به یک شهر در ایران است. این سد توسط مهندسان یوگسلاوی سابق طراحی و در بالادست شهر مهاباد و با فاصله از آن ساخته شد و در سال ۱۳۴۹ توسط محمد رضا شاه افتتاح گردید. نام آن پیش از انقلاب سد شاهپور اول بود. هم‌اکنون با گسترش شهر به سمت بالادست و ارتفاعات، این سد در حاشیه یک کیلومتری شهر مهاباد قرار دارد. جاده‌های ارتباطی مهاباد به سردشت و پیرانشهر از کنار این دریاچه زیبا عبور می‌کنند. از نواحی دیدنی اطراف این دریاچه می‌توان به جزیره، قاضی آباد، سر میدان و تاقه دار (تک درخت) اشاره کرد. این دریاچه محل مناسبی برای تفریحاتی همچون شنا و ماهیگیری می‌باشد. از جمله ماهی‌های این دریاچه می‌توان به ماهی کپور و سوفمار ماهی اشاره کرد که به صورت انبوه، همه‌ساله با صدور مجور برای تعاونی صیادان صید می‌شوند.

## گسل سد مهاباد
گسلی به طول ۱۰۰ کیلومتر در نزدیکی این سد قرار دارد که می‌تواند زلزله‌ای به بزرگای۸/۹ ریشتر ایجاد کند. وجود این گسل و چسبیده بودن سد به شهر، همواره یکی از خطرات مهم برای مهاباد به‌شمار می‌رود.

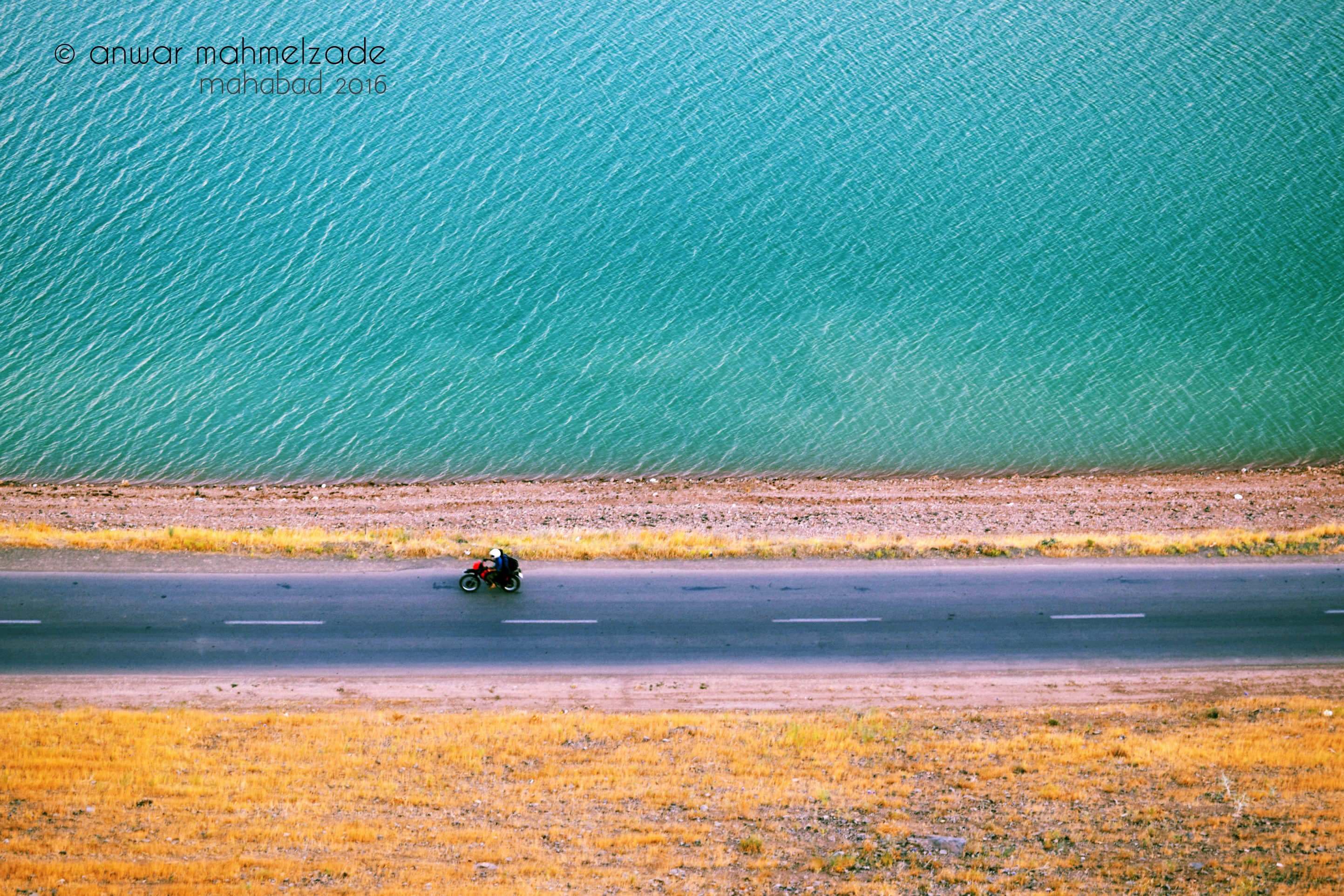
عکس مینیمال از سد مهاباد